# D-3 (видео)
D-3 — формат цифровой композитной видеозаписи, разработанный компанией NHK совместно с Panasonic и аппаратно реализованный последней. С этим форматом в 1991 году фирма Panasonic впервые вышла на рынок, поставив их ВВС. Специалистов поразил выбор ленты шириной в полдюйма (12,7 мм). Это позволило, наконец-то, создать компактные, с небольшой массой видеомагнитофоны. Более того, повышенная плотность записи (а это 13,7 Мбит на квадратный сантиметр) позволила сократить расход ленты, а значит и снизить эксплуатационные расходы. К декабрю 1991 года в разные страны мира было поставлено около 1000 видеомагнитофонов этого формата.
Создав первую цифровую камерную головку AQ-20, Panasonic смог впервые реализовать и цифровой камкордер. Добавив к этому и всю дальнейшую линейку аппаратуры телевизионного производства, фирма явила миру и полную цифровую систему производств, охватывающую студии, внестудийное производство и видеожурналистику, монтаж и выдачу программ в эфир — словом, все известные процессы телепроизводства.

## Формат
Композитный формат D-3 частоту дискретизации телевизионного сигнала — учетверенная частота цветовой поднесущей (4 Fsc, для сигналов PAL это 17,73 МГц), число разрядов квантования — по 8 бит. Частота дискретизации звукового сопровождения 48 КГц при квантовании 20 бит на отсчет. Предусмотрены 4 звуковые канала, применена азимутальная запись.
Дорожка временного кода непосредственно примыкает к нижнему краю, её ширина 0,45 мм. Промежуток между дорожками временного кода и канала управления 0,45 мм, а ширина последней — 0,4 мм. Ширина наклонной строчки 18 мкм. Общая длина программной строчки 117,71 мм, а видеосектора на ней 108,9. Угол наклона строчек здесь самый малый — 4,9 град.
Для защиты от ошибок используются коды Рида-Соломона — внутренний и внешний. В обоих содержится по 8 проверочных символов. Внутренний код исправляет случайные ошибки, возникающие в канале записи-воспроизведения. Он позволяет исправлять до 4 ошибочных байтов из 86. Внешний код позволяет исправлять пакетные ошибки, основная причина появления которых — выпадения. Потенциальные возможности системы защиты от ошибок значительны, поскольку матрица блока кода соответствует ТВ-полю. Однако они усилены перемешиванием перед записью данных (также на интервале поля), что существенно расширяет маскирование обнаруженных, но не исправленных пакетных ошибок, поскольку они рассеиваются по полю и воспроизводятся как одиночные вспышки или провалы. Все это снижает субъективную заметность ошибок, а, значит, повышает качество воспринимаемого изображения.
В качестве канального применен модифицированный код 8/14, в котором удачно сочетаются преимущества кодов БВН со скремблированием и кода Миллера в квадрате. По этому коду 8-разрядные слова преобразуются в 14-разрядные. Из общего числа 4096 вариантов затем отбираются 256 слов, наиболее полно адаптированных к каналу.
Для видеомагнитофонов формата D-3 были разработаны новые ламинированные аморфные магнитные головки. Их повышенные ЭДС и широкополосность хорошо сочетаются с высококоэрцитивными (высокоэнергетическими) металлопорошковыми магнитными лентами. Вместе с использованием принципа азимутальной записи удалось достигнуть предельно высокой поверхностной плотности записи 200 Кбит на квадратный мм. Рабочие зазоры головок развернуты на +20 и −20 град.
Звукоданные, приходящиеся на интервал поля, объединены в секторы, записываемые с промежутками для монтажа — всего 4 сектора на поле, в каждом секторе две половины с разным азимутальным направлением штрихов. Здесь в системе исправления ошибок используется вся площадь ленты и все записанные данные.
Разработка видеозаписывающей аппаратуры формата D-3 сопровождалась целой серией новшеств. Одна из них — прецизионный лентопротяжный механизм, в котором значительно снижено натяжение ленты. В итоге срок службы видеоголовок возрос в два раза в сравнении с магнитофонами формата D-1 (Sony). Впервые применены вращающиеся стирающие головки с рабочим зазором, длина которого вдвое превышает ширину строчки записи. Режим сквозного канала позволяет контролировать качество записи. Возможен режим записи с предварительным воспроизведением (Preread mode), когда универсальная головка воспроизводит, а воспроизводящая записывает. Этот режим существенно расширяет возможности монтажа видеофонограмм — один и тот же аппарат можно использовать и как источник, и как мастер.
В формате D-3 используются три типа кассет: малая (65 мин), средняя (125 мин) и большая (245 мин).

## Технические характеристики
Видео
- Частота дискретизации, МГц — 17.73 (PAL) и 14.32 (NTSC)
- Стандарт кодирования — 4fsc
- Записываемый видеосигнал — композитный
- Квантование, бит/отсчет — 8
- Поток информации (полный), Мбит/с — 154

Звук
- Частота дискретизации, кГц — 48
- Квантование, бит/отсчет — 20
- Число каналов — 4

Параметры формата
- Число видеоголовок — 10
- Скорость вращения, об/с — 100
- Угол видеострочки — 4,9173°
- Ширина строчек, мкм — 18
- Шаг строчек, мкм — 18
- Азимут — +/-20°

Параметры носителя
- Ширина ленты, мм — 12,65
- Толщина ленты, мкм — 11-14
- Рабочий слой — Металлопорошковый
- Время записи на кассеты, мин.: 65, 125, 245